# مشکل (ترانه آریانا گرانده)
«مشکل» (به انگلیسی: Problem) تک‌آهنگی از هنرمند اهل ایالات متحده آمریکا آریانا گراند با همراهی ایگی آزالیا است که در ۲۸ آوریل ۲۰۱۴ منتشر شد.
این تک‌آهنگ در چارت‌های اسکاتلند، نیوزلند، بریتانیا، در رتبه اول و در چارت‌های کانادا، نروژ، استرالیا، دانمارک، فنلاند، سوئد، جزو ده ترانه اول قرار گرفت.